# کادادورا پالگامدا
کادادورا پالگامدا (به لاتین: Kadadora Pallegammedda) یک منطقهٔ مسکونی در سری‌لانکا است که در استان مرکزی (سری‌لانکا) واقع شده‌است.